# Cacozelia albimedialis
Cacozelia albimedialis är en fjärilsart som beskrevs av Barnes och Benjamin 1924. Cacozelia albimedialis ingår i släktet Cacozelia och familjen mott. Inga underarter finns listade i Catalogue of Life.